# Robert R. Williams
Pour les articles homonymes, voir Robert Williams.
Robert Runnels Williams (16 février 1886 - 2 octobre 1965) est un chimiste américain, connu pour être le premier à caractériser complètement chimiquement puis à synthétiser la thiamine (vitamine B 1). Il isole la thiamine pour la première fois en 1933 et la synthétise en 1935, rapportant cela en 1936. Williams fournit également le nom moderne "thiamine" à partir de l'atome de soufre de la molécule, et il s'agit d'une vitamine (une classe finalement nommée pour l'amine connue plus tôt de la thiamine elle-même),.

## Biographie
Il est né à Nellore, en Inde, de missionnaires baptistes. Il déménage aux États-Unis à l'âge de dix ans. Au début des années 1900, Williams étudie à l'Université d'Ottawa et finit par obtenir une maîtrise à l'Université de Chicago en 1908. Il passe ensuite du temps à enseigner aux Philippines. Après son retour aux États-Unis, il travaille pour les Laboratoires Bell à partir de 1915, jusqu'à sa retraite en 1945.
Il reçoit la médaille Elliott Cresson en 1940 et la médaille Perkin en 1947. Il est le frère de Roger J. Williams (en), un autre chimiste important à l'époque et découvreur de la vitamine B 5. Habitant de Summit, New Jersey, Williams y meurt à l'âge de 79 ans le 2 octobre 1965.